# Solpuga robusta
Espèce
Solpuga robusta est une espèce de solifuges de la famille des Solpugidae.

## Distribution
Cette espèce est endémique de Guinée-Bissau. Elle se rencontre aux Bolama-Bijagos.

## Publication originale
- Frade, 1940 : Solifugos das colonias Portguesas (Angola, Guiné e Mocambique). Boletim da Sociedade Portuguesa de Ciencias Naturais, vol. 13, no 23, p. 119-129.